# Centre de santé de Kassapö
Le Centre de santé de Kassapö est un établissement de santé publique de Guinée. Il est situé dans la ville industrielle de Kamsar ,.

## Histoire

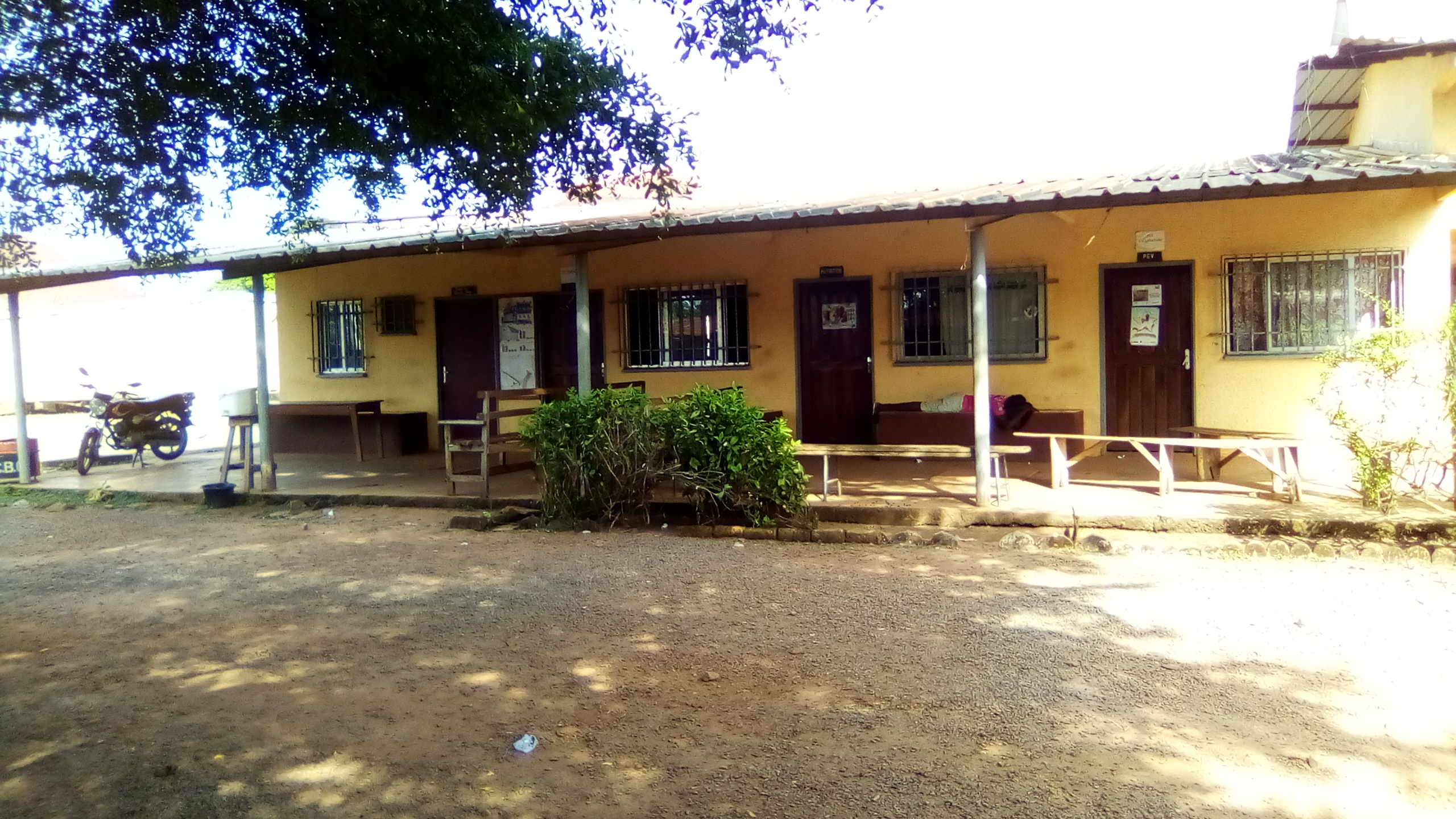

Il a servi de centre épidémiologique pendant Ebola en 2015,.

## Espaces de soins
- maternité
- Pédiatrie
- Laboratoire
- Médecine

## Note et référence
1. ↑  Guineematin, « Emeutes anti Ebola à Kamsar : « je suis inquiète », se confie madame le sous-préfet », sur Guinée Matin - Les Nouvelles de la Guinée profonde, 29 mai 2015 (consulté le 20 novembre 2020)
2. ↑  Guineematin, « Boké : une semaine après les émeutes, 67 détenus dont 12 femmes et 55 hommes », sur Guinée Matin - Les Nouvelles de la Guinée profonde, 5 juin 2015 (consulté le 20 novembre 2020)
3. ↑  Guineematin, « Ebola à Boké : 8 cas confirmés, 5 décès, 3 guéris et 115 contacts », sur Guinée Matin - Les Nouvelles de la Guinée profonde, 9 juin 2015 (consulté le 22 novembre 2020)
4. ↑  « Lutte contre le COVID-19, la CBG apporte une autre contribution », sur Africaguinee.com - Site officiel d'informations sur la Guinée et l'Afrique, 4 mai 2020 (consulté le 20 novembre 2020)